# Echites woodsoniana
Echites woodsoniana är en oleanderväxtart som beskrevs av Monachino. Echites woodsoniana ingår i släktet Echites och familjen oleanderväxter. Inga underarter finns listade i Catalogue of Life.